# Orca, der Killerwal
Orca, der Killerwal ist ein US-amerikanischer Tierhorrorfilm des Regisseurs Michael Anderson aus dem Jahr 1977. Der Film wurde durch Dino De Laurentiis mit Richard Harris und Charlotte Rampling in den Hauptrollen produziert. Er folgte dem Erfolg von Meeresungeheuerfilmen wie Der weiße Hai von 1975. Er basiert auf dem Buch Orca von Arthur Herzog aus dem Jahr 1977.

## Handlung
Nolan, Kapitän eines kanadischen Walfängers, will um jeden Preis einen Orca fangen, da ein lokales Aquarium eine Belohnung verspricht. Obwohl Nolan von der Meeresbiologin Rachel Bedford vor der Gefährlichkeit des Unternehmens gewarnt wird, fährt er mit seiner Besatzung hinaus aufs Meer. Als sie auf eine Schule von Orcas treffen, harpuniert Nolan aus Versehen ein trächtiges Weibchen, das im Todeskampf gegen die Schiffsschraube gerät und dabei schwer verletzt wird.
Als der Wal an Bord gehievt wird, verliert das Weibchen sein ungeborenes Kalb und verendet daraufhin an den Verletzungen. Das Weibchen wird losgeschnitten und im Meer versenkt. Der Orca-Bulle muss mit ansehen, wie sein Weibchen und sein Junges sterben und sinnt auf Rache. Wieder zurück im Fischerdorf terrorisiert das Männchen den ganzen Ort. Nolan versucht zunächst einem Kampf mit dem Orca aus dem Weg zu gehen. Die Dorfbewohner zwingen Nolan jedoch dazu, aufs Meer hinauszufahren und den Entscheidungskampf anzunehmen.
Als es dem Orca bei seinem gnadenlosen Rachefeldzug gelingt, mehrere Besatzungsmitglieder zu töten, fühlt sich Kapitän Nolan gezwungen, sich dem Wal zu stellen. Er folgt der Spur des Orcas ins nördliche Eismeer. Dort beschädigt der Orca zunächst Nolans Schiff, das zu sinken droht. Als sich Nolan mit Rachel und einer Harpune auf das Packeis begibt, bricht die Eisdecke und Nolan treibt auf einer Scholle aufs offene Meer hinaus. Doch der Orca folgt ihm, stürzt die Eisscholle und schmettert Nolan mit seiner Fluke gegen einen Eisberg, woraufhin dieser stirbt und ins Meer fällt. Rachel kann überleben und wird von einem herbeigerufenen Hubschrauber gerettet.

## Synchronisation
| Schauspieler       | Synchronsprecher   | Rolle          |
| ------------------ | ------------------ | -------------- |
| Richard Harris     | Michael Chevalier  | Kapitän Nolan  |
| Bo Derek           | Marianne Lutz      | Annie          |
| Robert Carradine   | Claus Jurichs      | Ken            |
| Keenan Wynn        | Ingo Osterloh      | Novak          |
| Wayne Heffley      | Rainer Brandt      | Priester       |
| Charlotte Rampling | Ursula Heyer       | Rachel Bedford |
| Scott Walker       | Arnold Marquis     | Swain          |
| Will Sampson       | Klaus Sonnenschein | Umilak         |

## Drehorte
Der Film wurde vor Malta und vor Neufundland, in der kleinen Fischergemeinde Petty Harbour gedreht. Neben den mechanischen Orcas wurden für die Filmaufnahmen die Orcas der Marinewelt Redwood City, Kalifornien und des Marineland of the Pacific, Los Angeles County, Kalifornien verwendet.

## Erwähnenswertes
Das Einspielergebnis betrug rund 14,7 Mio. US-Dollar.

## Soundtracks (Orca, der KillerwalbeiIMDb)
My Love, We Are One
Gesang : Carol Connors
Musik    : Ennio Morricone
Text      : Carol Connors

## Kritik
Orca, Der Killerwal bekam überwiegend schlechte Kritiken. Zum einen wegen der falschen Darstellung des Verhaltens der Orcas, zum anderen wegen der schlechten Spezialeffekte. Außerdem bediente sich der Film vorangehender Filmformate, wie Der weiße Hai und Moby Dick. Obwohl der Film bei der Kinopremiere 1977 nur mäßigen Erfolg hatte, hat er dennoch Kultstatus bei der Anhängerschaft von Tierhorrorfilmen erreicht. Das Lexikon des internationalen Films beurteilt den Film als „technisch gut gemachte[n], fantasiereiche[n] Thriller, der […] die ‚Bestie‘ differenziert zeichnet und auf eine Dämonisierung der Kreatur verzichtet.“